# Noordburen
Noordburen is een buurtschap in de gemeente Hollands Kroon in de provincie Noord-Holland.
De plaats ligt ten noorden van Zandburen en Hippolytushoef en net ten westen van Stroe. De plaats in waarschijnlijk genoemd naar het feit dat klein aantal woning naast boerderijen er waren die net ten noorden van Zandburen Hippolytushoef zaten, buren betekent in deze nederzetting, afgeleid van Bûr, dat gewoon woning betekent. In 1840 woonde er ongeveer 25 mensen en dat zijn er anno 2005 niet heel veer meer, want de plaats bestaat nog steeds uit slechts enkele boerderijen en woonhuizen.
Tot 31 december 2011 behoorde Noordburen tot de gemeente Wieringen die per 1 januari 2012 in een gemeentelijke herindeling is samengegaan tot de gemeente Hollands Kroon.
Dorpen en gehuchten: Anna Paulowna · Barsingerhorn · Breezand · Den Oever · Haringhuizen · Hippolytushoef · De Haukes · Kleine Sluis · Kolhorn · Kreil · Kreileroord · Lutjewinkel · Middenmeer · Moerbeek · Nieuwe Niedorp · Nieuwesluis · Oosterklief · Oosterland · Oude Niedorp · Slootdorp · Smerp · Stroe · De Strook · Terdiek · Tolke (deels) · Van Ewijcksluis · Vatrop · 't Veld · Verlaat (deels) · Westerklief · Westerland · Wieringerwaard · Wieringerwerf · Winkel · Zijdewind

Buurtschappen: Blokhuizen · Dam · De Belt · De Bomen · De Elft · Emaus · Gelderse Buurt · De Gest · Groetpolder · Hanedoes · De Heid · De Hoelm · Hogebieren · Hollebalg · De Kampen · Langereis (deels) · De Leijen · Lutjekolhorn · Mientbrug · Noord-Stroe · Noordburen · Noorderbuurt · De Normer · Poolland · Spoorbuurt · Tin · Vennik (deels) · Wateringskant · De Weel (deels) · De Weere · Westeinde  · Zandburen

Noord-Holland: Steden en dorpen    Nederland: Provincies · Gemeenten